# فيرن ساذرلاند
فيرن ساذرلاند (بالإنجليزية: Fern Sutherland)‏ هي ممثلة نيوزيلندية، ولدت في 1987 في نيوزيلندا.

## وصلات خارجية
- فيرن ساذرلاند على موقع IMDb (الإنجليزية)
- فيرن ساذرلاند على موقع ألو سيني (الفرنسية)
- فيرن ساذرلاند على موقع قاعدة بيانات الفيلم (الإنجليزية)
- فيرن ساذرلاند على موقع كينوبويسك (الروسية)